# Jardin Solitude
Le jardin Solitude est un espace vert du 17e arrondissement de Paris, en France.

## Situation et accès
Le jardin est formé par les pelouses nord de la place du Général-Catroux.
Ce site est desservi par la ligne 3 à la station de métro Malesherbes.

## Origine du nom

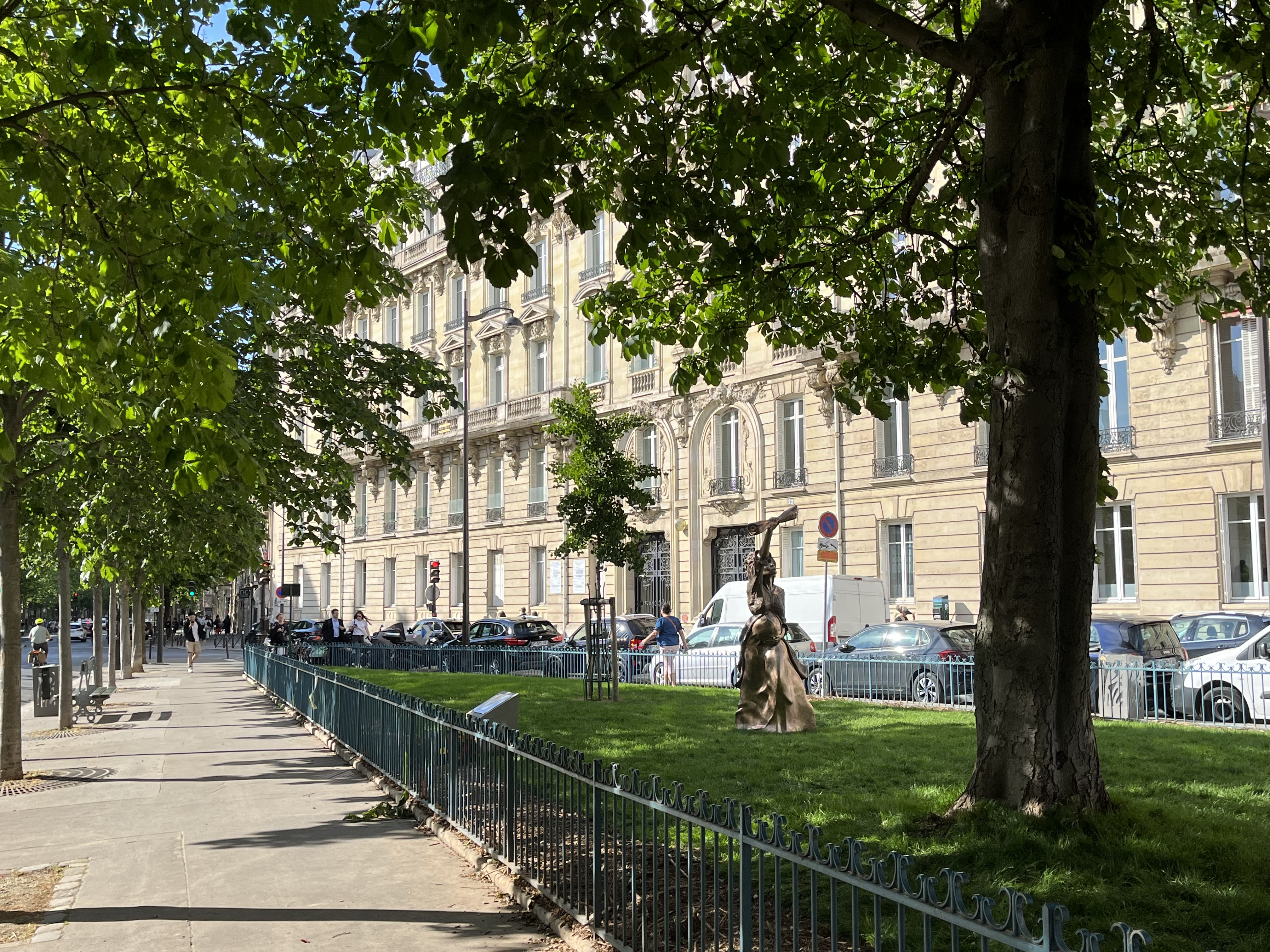
Jardin Solitude.

Le jardin est nommé en référence à Solitude (vers 1772-1802), esclave guadeloupéenne qui se rebella contre le rétablissement de l'esclavage en 1802 par Napoléon Bonaparte et qui fut condamnée à mort. André Schwarz-Bart lui consacre, en 1972, le roman La Mulâtresse Solitude.

## Historique
Le 26 septembre 2020, la maire de Paris Anne Hidalgo et Jacques Martial ancien directeur de Mémorial ACTe et conseiller de Paris délégué chargé des Outre-mer, inaugurent ce jardin.
Conçue par l’artiste Didier Audrat, une statue de Solitude est dévoilée le 10 mai 2022, à l'occasion de la Journée nationale des mémoires de la traite et de l'esclavage et de leurs abolitions par la maire de Paris Anne Hidalgo,.